# Harrellsville
Harrellsville è un comune degli Stati Uniti d'America, situato in Carolina del Nord, nella Contea di Hertford.